# Friend Request
Pour plus de détails, voir Fiche technique et Distribution.
Friend Request (Unfriend) est un film d'horreur allemand coécrit et réalisé par Simon Verhoeven, sorti en 2016.

## Synopsis
Laura Woodson est une étudiante californienne très connectée qui partage sa vie sur Facebook avec ses plus de 800 « amis ». Par gentillesse, elle accepte la demande d'ami de Marina, une nouvelle étudiante introvertie qui se révèle vite très envahissante. Laura est la première (et seule) amie de Marina, qui poste constamment des statuts étranges et des images troublantes mettant mal à l'aise Laura et ses amis.
Un jour, Laura partage une photo de sa soirée d'anniversaire à laquelle Marina n'était pas invitée. Marina la menace publiquement et promet de se venger. Laura décide alors de la supprimer de sa liste d'amis. À la suite de ces événements, Marina se suicide devant sa webcam, qui publie automatiquement la vidéo en ligne. Sur fond de sorcellerie et d'ésotérisme, Laura va vite se rendre compte qu'elle est hantée par l'esprit vengeur de Marina, bien décidé à la punir pour qu'elle se retrouve seule à son tour et devienne comme elle.

## Fiche technique
- Titre original : Unfriend
- Titre international et français : Friend Request
- Titre provisoire : Unknown Error
- Réalisation : Simon Verhoeven
- Scénario : Matthew Ballen, Philip Koch et Simon Verhoeven
- Direction artistique : Sylvain Gingras et Tommy Stark
- Décors : Axel Hoebel et Melinda Launspach
- Costumes : Tatjana Brecht-Bergen, Wolfgang Ender et Reza Levy
- Photographie : Jo Heim
- Montage : Denis Bachter et Tom Seit
- Musique : Gary Go et Martin Todsharow
- Production : Quirin Berg et Max Wiedemann
- Sociétés de production : Wiedemann & Berg Film ; SevenPictures Film et Two Oceans Productions (coproductions)
- Sociétés de distribution : Warner Bros. Deutschland (Allemagne) ; La Belle Company (France) ; Freestyle Releasing (États-Unis et Canada)
- Pays d’origine :  Allemagne
- Langue originale : anglais
- Format : couleur - 35 mm - 1,85:1 - son Dolby numérique
- Durée : 92 minutes
- Genre : horreur
- Dates de sortie : 
  - Allemagne : 7 janvier 2016
  - France : 16 novembre 2016
  - Canada, États-Unis : 22 septembre 2017

## Distribution
- Alycia Debnam-Carey (VF : Anouck Hautbois) : Laura Woodson
- William Moseley (VF : Paolo Domingo) : Tyler McCormick
- Connor Paolo (VF : Hervé Grull) : Kobe
- Brit Morgan (VF : Laurence Charpentier) : Olivia Mathison
- Brooke Markham (VF : Célia Asensio) : Isabel
- Sean Marquette (VF : Fabrice Trojani) : Gustavo Garcia
- Liesl Ahlers (VF : Rose-Hélène Michon) : Marina Mills / Marina Nedifar
- Susan Danford (VF : Marie-Madeleine Burguet-Le Doze) : Caroline
- Shashawnee Hall (VF : Guillaume Orsat) : l'inspecteur Cameron
- David Butler (VF : Gabriel Le Doze) : Dr Markham
- Nicholas Pauling (VF : Christophe Seugnet) : l'officier Dempsey
- Kimberleigh Stark (VF : Maïté Monceau) : la doyenne Richards
- Dorothy Ann Gould (VF : Emmanuelle Gruman) : Elizabeth Palmer
- Julie Summers (VF : Fabienne Racoboy) : la mère d'Isabel
- Lee Raviv (VF : Myrtille Zilliox) : Marina jeune

## Production
Le film est tourné au Cap en Afrique du Sud et se termine en mars 2014.
Même si le film est une production d'origine allemande, il a été tourné en anglais avec une distribution presque entièrement anglo-saxonne.

## Accueil

### Sorties internationales
Le film est sorti le 7 janvier 2016 en Allemagne, il a ensuite été acquis par plusieurs distributeurs étrangers, comme La Belle Company en France et Freestyle Releasing aux  États-Unis, pour une diffusion au cinéma pour l'hiver 2016.

### Accueil critique
Le film a reçu des critiques mitigées sur le site agrégateur de critiques Rotten Tomatoes, recueillant 38 % de critiques positives, avec une note moyenne de 4,3/10 et sur la base de seize critiques collectées.

### Box-office
| Pays ou région    | Box-office      | Date de fin du box-office | Nombre de semaines |
| ----------------- | --------------- | ------------------------- | ------------------ |
| États-Unis Canada | -               | -                         | -                  |
| Allemagne         | 264,360 entrées | 14 février 2016           | 6                  |
| France            | 128,656 entrées | 18 décembre 2016          | 4                  |
| International     | -               | -                         | -                  |
| Monde             | -               | -                         | -                  |